# Грантвиль
Грантви́ль (фр. Grentheville) — коммуна во Франции, находится в регионе Нижняя Нормандия. Департамент коммуны — Кальвадос. Входит в состав кантона Бургебюс. Округ коммуны — Кан.
Код INSEE коммуны — 14319.

## Население
Население коммуны на 2010 год составляло 919 человек.
| 1962 | 1968 | 1975 | 1982 | 1990 | 1999 | 2010 |
| ---- | ---- | ---- | ---- | ---- | ---- | ---- |
| 194  | 224  | 188  | 311  | 597  | 753  | 919  |

## Экономика
В 2010 году среди 633 человек трудоспособного возраста (15—64 лет) 462 были экономически активными, 171 — неактивными (показатель активности — 73,0 %, в 1999 году было 78,6 %). Из 462 активных жителей работали 422 человека (215 мужчин и 207 женщин), безработных было 40 (20 мужчин и 20 женщин). Среди 171 неактивной 69 человек были учениками или студентами, 80 — пенсионерами, 22 были неактивными по другим причинам.